# Anna Beddies
Anna Beddies (* 28. Januar 1891 in Braunschweig; † 28. Januar 1976 ebenda) war eine deutsche Gewerkschafterin und Politikerin (KPD).

## Leben
Nach dem Besuch der Volksschule arbeitete sie als Dienstmädchen und in einer Konservenfabrik. Sie trat in die Gewerkschaft ein. 1918 wurde sie Mitglied der USPD, danach im Spartakusbund und 1919 in der KPD. 1933 wurde sie bei der Firma Schmalbach denunziert und entlassen. Am nächsten Tag verhaftet und in ein Lager eingewiesen. In der Zeit des Nationalsozialismus gehörte Anna Beddies zu den wenigen Deutschen, die ausländischen Zwangsarbeiterinnen ärztliche Hilfe vermittelte und sie mit Lebensmitteln versorgte. Sie arbeitete in dieser Zeit bei der Firma Bremer & Brückmann. Nach der Befreiung vom Nationalsozialismus wurde Anna Beddies dort als Betriebsrätin gewählt. Vom 21. Februar 1946 bis 21. November 1946 war sie Mitglied des Ernannten Braunschweigischen Landtages für KPD. Sie war Gründungsmitglied der IG Metall und der VVN-BdA in Braunschweig.

## Anerkennung
Der DGB Niedersachsen hat eine Benennung einer Straße nach Anna Beddies in der Bahnstadt in Braunschweig vorgeschlagen.